# Колесо Ашоки

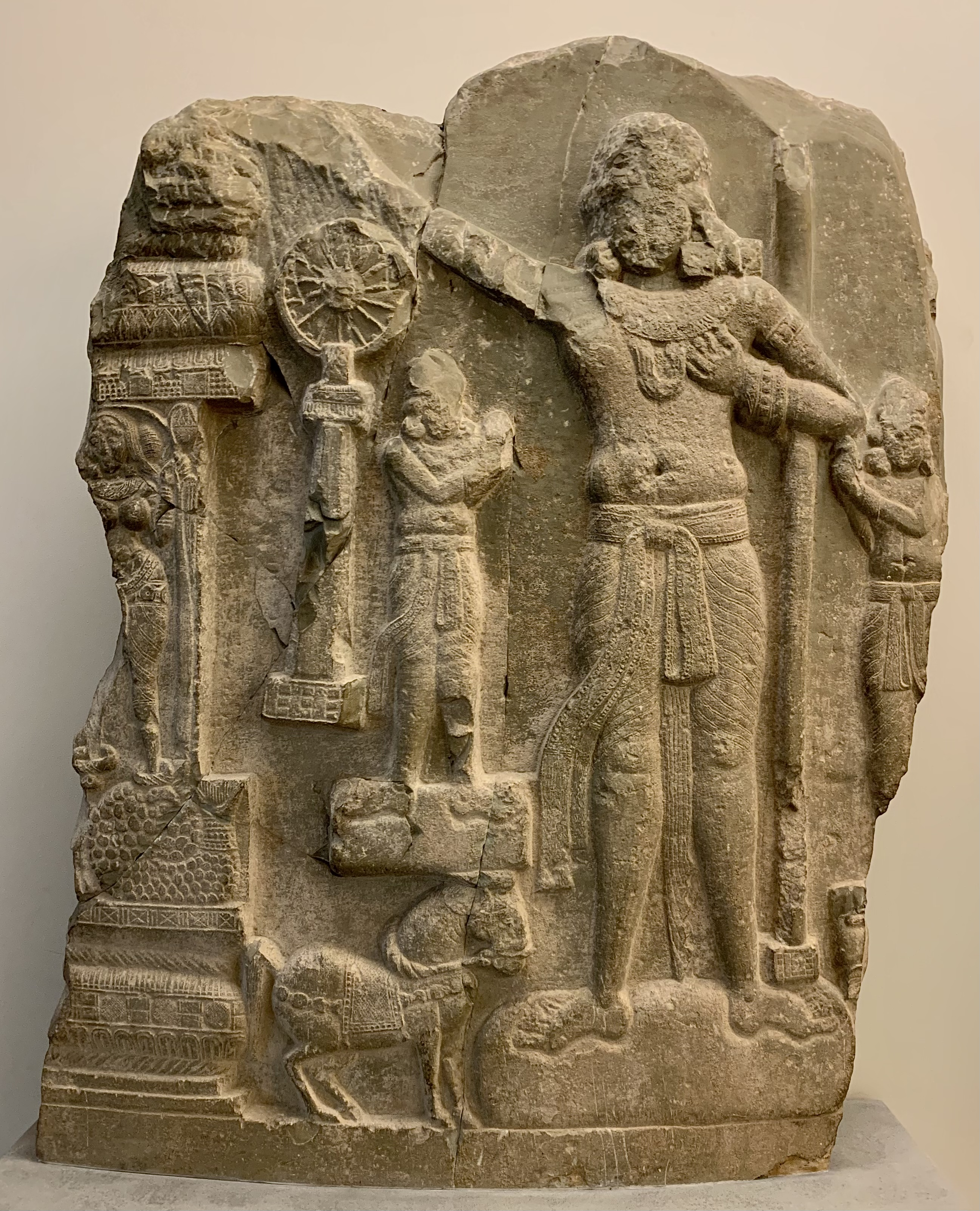
Изображение чакравартина, возможно, Ашоки, с 16-спицевым колесом (I век до н. э. / I век н. э.)

Колесо Ашоки (санскр. अशोक चक्र, Ашока чакра) — индийский символ, изображающий дхармачакру (Колесо Дхармы). Название связано с тем, что этот символ встречается на ряде эдиктов Ашоки, наиболее известным из которых является Львиная капитель Ашоки.
В современной Индии Ашока чакра наиболее известна как центральный элемент государственного флага (принят 22 июля 1947 года), где она изображена тёмно-синим цветом на белом фоне, заменив символ чаркхи (прялки) на довоенных версиях флага. Также колесо присутствует в дизайне ордена «Ашока Чакра» — высшей военной награды Индии за доблесть в мирное время.

## Символическое значение
После достижения просветления в Бодх-Гае Будда отправился в Сарнатх, где встретил пятерых своих бывших учеников и прочёл им первую проповедь, положив начало учению о Дхармачакре. Этот символ был заимствован императором Ашокой и помещён на вершины его колонн.
24 спицы колеса символизируют 12 звеньев пратитья-самутпады (теории взаимозависимого возникновения) в прямом и обратном порядке. Первые 12 спиц представляют этапы страдания, следующие 12 — отсутствие причины и следствия, что символизирует прекращение процесса перерождений (нирвана). Кроме этого, 24 спицы символизируют 24 пути развития человечества, каждый из которых приведёт страну к прогрессу.

## Использование в государственной символике Индии
По предложению Бхимра́о Рамджи́ Амбе́дкара колесо Ашоки было помещено в центр национального флага как символ движения и прогресса, противопоставленного застою. Первоначально на флаге Индийского национального конгресса («Сварадж») вместо чакры изображалась прялка (чаркха), предложенная Пингали Венкайей и доработанная Махатмой Ганди. В 1947 году по инициативе Джавахарлала Неру чаркха была заменена на Ашока-чакру.

Схема построения Ашока-чакры на флаге Индии
Колесо Ашоки на национальном флаге Индии